# Lövskatan
Lövskatan, tidigare Lövskataheden är en stadsdel i Luleå. Lövskatan gränsar i norr till Skurholmen och i öster till Örnäset. I väster och söder finns Svartölandets industrier. Huvuddelen av stadsdelen byggdes på 1930-talet. I Lövskatans norra del finns Norrbottens enda katolska kyrka, Sankt Josef Arbetarens katolska kyrka, Luleå, tillhörande Sankt Josef Arbetarens katolska församling.

## Historik
Lövskatan ligger på den historiska Svartön och tillhörde byn Björsbyn i Nederluleå socken. Namnet Lövskatan syftade ursprungligen på nuvarande Örnäset, en halvö av Hertsön, medan Lilla Lövskatan var namnet på en halvö av Svartön, mellan två vikar av Skurholmsfjärden. Den västliga är den nuvarande Lövskataviken. Den östra viken var en rest av sundet mellan Svartön och Hertsön. Denna vik fylldes igen under 1960-talet och ersattes av industrierna vid Svetsargränd.
Lilla Lövskatan kom att bebyggas under 1890-talet, samtidigt med de äldsta delarna av Skurholmsstaden. Södergatan avgränsar detta område i söder (jfr Västergatan och Östergatan på Skurholmen).
Området söder om Södergatan kallades Lövskataheden. Området tillhörde Luleå stad från sent 1800-tal, men förblev obebyggt till 1942 då den nuvarande stadsplanen antogs. 1963 flyttades Svartövägen från sin sträckning väster om Lövskatan till det nuvarande läget mellan Lövskatan och Örnäset. 1967 antogs stadsplanen för radhusen vid Sleipnergatan och Ymergatan.
Namnet Lövskataheden var officiellt fram till 1990-talet, men i folkmun kallades stadsdelen i allmänhet Lövskatan, vilket nu även är det officiella namnet.